# First Team

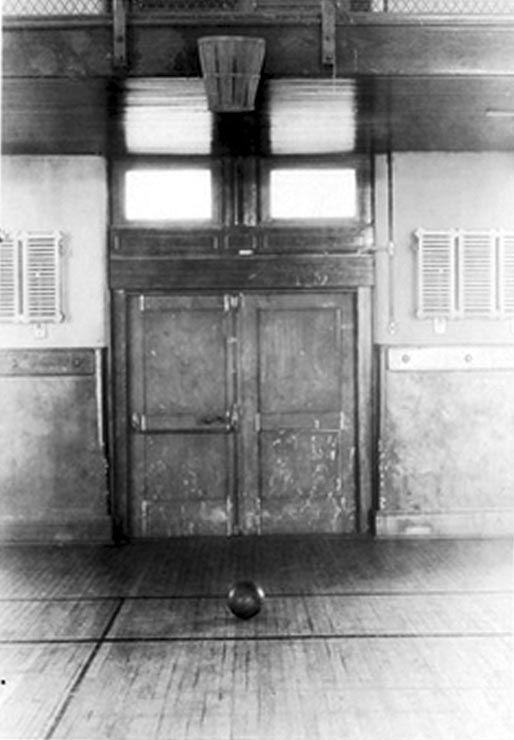
Az eredeti, 1891-es "Kosár Labda" pálya a Springfieldi Egyetemen. Egy kosarat akasztottak a falra a ma ismert gyűrű helyett.

A First Team az első játékosok voltak, akik játszották a kosárlabda sportot. Edzőjük James Naismith volt 1891-ben, aki a sport kitalálójaként ismert. A csapatba 18 játékos tartozott, akik Springfieldben (Massachusetts) tanultak az időben. Naismith azért találta ki a sportot, hogy a csapatmunka fontosságát tanítsa tanítványainak. A csapatot egységesen 1959-ben iktatták be a Naismith Memorial Basketball Hall of Fame-be, az első osztály tagjaiként, amiért segítették népszerűsíteni a sportot, mint annak kitalálói.

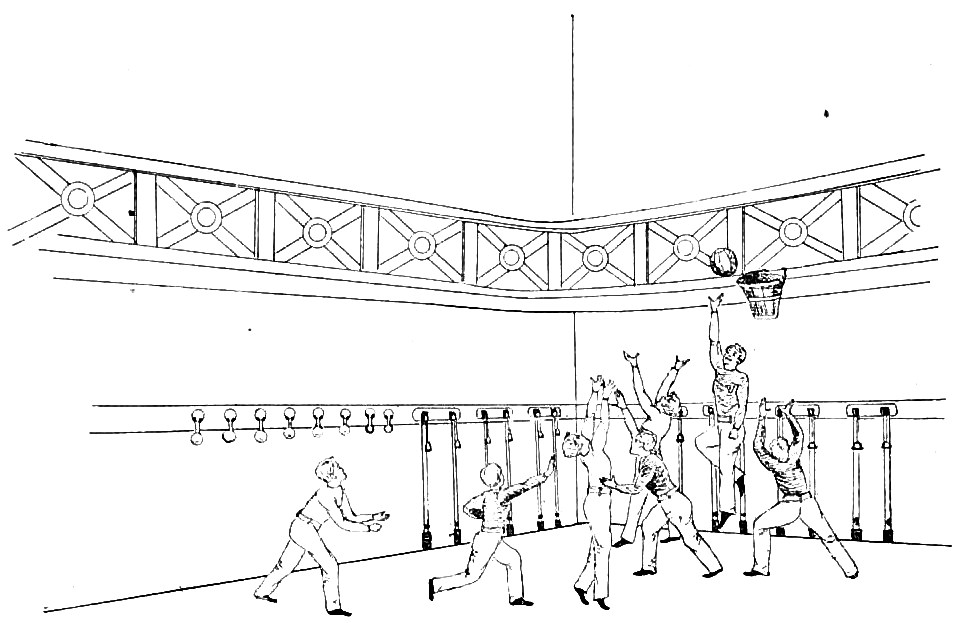
Genzabaro Ishikawa, a csapat egyik tagjának illusztrációja az első mérkőzésről.

T. B. Patten és C. B. Libby voltak a csapat kapitányai. A csapatok egy sokban különböző játékot játszottak, mint ahogy a sport később ismert lett. Egy csapatban kilenc játékos volt, mindegyiknek három csatárja, három hátvédje és három centere. A három pozíciót a három posztot felosztották a pálya három részére, csak a centerek változtathatták pozíciójukat. Az első mérkőzés eredménye 1–0 volt, William Chase szerezte a sport történetének első kosarát.
1937-ben újrajátszották a mérkőzést a Madison Square Gardenben, New Yorkban, Naismith eredeti 13 szabálya alapján, egy futball-labdával és egy kosárral. Az esemény rendezői meginterjúvolták az eredeti csapat hat túlélő tagját, hogy az eredeti játékhoz hűen játszhassák újra a mérkőzést.

## Csapattagok
Az alábbi játékosokat iktatták be a Hírességek Csarnokába, mint a First Team tagjai.
- Lyman Walker Archibald (1968. július 3. – 1947. november 10.)
- Franklin Everts Barnes (1868. augusztus 28. – 1947. október 3.)
- Wilbert Franklin Carey (1868. október 31. – 1940. június 16.)
- William Richmond Chase (1867. június 23. – 1951. augusztus 30.)
- William Henry Davis (1867. július 31. – 1919. október 9.)
- George Edward Day (1864. szeptember 21. – 1919. október 31.)
- Benjamin Snell French (1871. július 14. – 1910. március 21.)
- Henry Gelan (1863. szeptember 13. – 1910. március 16.)
- Ernest Gotthold Hildner (1873. október 26. – 1968. július 15.)
- Genzabaro Sadakni Ishikawa (1866. július 27. – 1956. december 7.)
- Raymond Pimlott Kaighn (1869. december 8. – 1962. augusztus 16.)
- Donald Freas (1865. december 24. – 1942. június 7.)
- Eugene Samuel Libby (1865. április 28. – 1948. szeptember 1.)
- Finlay Grant MacDonald (1870. április 1. – 1951. március 29.)
- Frank Hoyt Mahan (1867. október 17. – 1905. február 11.)
- Thomas Duncan Patton (1865. április 15. – 1944. április 1.)
- Edwin Pakenham Ruggles (1873. január 5. – 1940. június 19.)
- John George Thompson (1859. szeptember 10. – 1933. augusztus 17.)
- George Radford Weller (1870. augusztus 25. – 1956. február 11.)